# تاريخ الجنون في العصر الكلاسيكي
تاريخ الجنون في العصر الكلاسيكي (بالفرنسية: Folie et déraison: Histoire de la folie à l'âge classique) كتاب صدر عام 1961 للباحث ميشيل فوكو، كتبه عندما كان في السويد. وفيه يفحص الأفكار والممارسات والمؤسسات والفنون والآداب المتعلقة بالجنون في التاريخ الغربي.
يبدأ الكتاب في العصور الوسطى، ليشير إلى العزل الفيزيائي والاجتماعي الذي أحاط بالمجذومين. يقول فوكو بأنه ومع الانحسار التدريجي للمجذومين في المجتمع، تم ملء الشاغر من خلال المجانين، فالعزل ظل موجوداً لكن موضوع العزل تغير. أمثولة سفينة المجانين التي ظهرت في القرن 15 هي تعبير حرفي عن هذا الاستبعاد، إذ تم إرسال المجانين بعيداً على متن سفن تجوب الأنهار الأوربية من دون قبطان.
وقد وقعت حركة خلال القرن السابع عشر في أوروبا ويتميز فوكو بوصفه لها بأنها الإرهاص العظيم، الأشخاص غير العاقلين من الناس كانوا يحتجزون بعيداً من خلال مؤسسات. في القرن الثامن عشر بدأ اعتبار الجنون نظيراً للعقل، وأخيراً في القرن التاسع عشر بدأ مصطلح «المرض العقلي» يأخذ مكاناً له. ويجادل فوكو بأن الجنون فقد قدرته على الدلالة على أهمية حدود النظام الاجتماعي وبالتالي توضيح الحقيقة وتم إسكاته من خلال العقل. يتفحص فوكو ظهور المعالجات العلمية والإنسانية للمختلين، التي ظهرت على يد فيليب بينيل وصموئيل توك. ويزعم فوكو بأن هذه المعالجات لم تكن في واقع الأمر أقل «سلطوية» من تلك السابقة لها. فقد اعتمد توك في سعيه لعلاج المجنون على معاقبته حتى يتعلم السلوك «العاقل». كذلك الأمر بالنسبة لفيليب الذي اعتمد معالجات منها الحمام البارد. من وجهة نظر فوكو، يتصاعد هذا العلاج حتى يستدخل المريض هذا النمط من العقوبة.

## روابط خارجية
- تاريخ الجنون في العصر الكلاسيكي على موقع الموسوعة البريطانية (الإنجليزية)